# Lazzaro Mocenigo

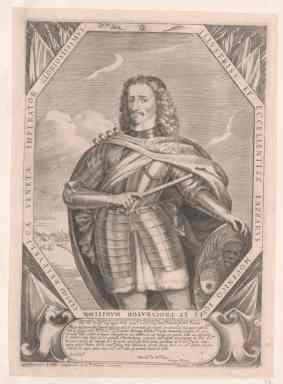
Lazzaro Mocenigo

Lazzaro Mocenigo (* 9. Juli 1624 in Venedig; † 19. Juli 1657 vor den Dardanellen) war ein venezianischer Admiral. Er stammte aus der venezianischen Patrizierfamilie Mocenigo.

## Werdegang
Lazzaro Mocenigo begann seine Laufbahn in der Flotte als junger Freiwilliger auf den Galeeren Tommaso Morosinis, unter Admiral Luigi Leonardo Mocenigo wurde er selbst Kommandant einer Galeere. Im Krieg um den Besitz der kretischen Stadt Kandia, den die Republik Venedig von 1645 bis 1669 mit dem Osmanischen Reich führte, schlug er am 10. Juli 1651 die Türken bei der Insel Paros. 1655 schlug er bei den Dardanellen eine türkische Flotte in die Flucht. 1656 nahm er unter Admiral Lorenzo Marcello an der Dardanellenschlacht teil, bei der er ein Auge verlor. Ein Jahr danach schlug er in der Ägäis eine Piratenflotte. Lazzaro Mocenigo fiel am 19. Juli 1657 bei einem erneuten Seegefecht vor den Dardanellen, das er gegen die Flotte des Großwesirs Köprülü Mehmed Pascha ausfocht. Eine türkische Kanonenkugel traf das Pulvermagazin seines Schiffes, das daraufhin explodierte und tausend Mann Besatzung, darunter Mocenigo, in den Tod riss.